# Cancer (Band)
Cancer ist eine britische Thrash- und Death-Metal-Band, die im Jahr 1988 in Telford, Shropshire, gegründet wurde.

## Geschichte
Die Band wurde im Jahr 1988 von Carl Stokes (Schlagzeug), John Walker (E-Gitarre, Gesang) und Ian Buchanan (E-Bass) gegründet. Zusammen studierten sie einige Stücke ein und nahmen das Demo No Fuckin Cover Demo auf. Dieses verschickten sie an verschiedene Labels und erreichten einen Vertrag bei Vinyl Solution. Danach entwickelten sie weitere Stücke und spielten zusammen mit Bands wie Bomb Disneyland, Bolt Thrower, Cerebral Fix und GBH.
Im Winter 1989 nahmen sie das erste Album namens To the Gory End auf, das im April 1990 veröffentlicht wurde. Das Album wurde in Deutschland von der Bundesprüfstelle für jugendgefährdende Schriften wegen seines Covers, das ein Motiv aus dem Film Zombie abbildete, indiziert und war eine Zeit lang nur mit neutralem schwarzen Cover erhältlich. Der Veröffentlichung folgte eine Tour zusammen mit Obituary und Deicide. Im Februar 1991 reiste die Band nach Florida, um das zweite Album Death Shall Rise aufzunehmen. James Murphy war dabei Lead-Gitarrist. Das Album wurde im Winter 1991 kurz nach einer Tour durch Europa veröffentlicht. Es folgten weitere Touren und ein Auftritt auf dem Milwaukee Metal Festival.
Nach sechs Monaten verließ James Murphy die Band und wurde durch Baz Savage ersetzt. Es folgten Touren durch Israel, Mexiko, Amerika und Europa. Das dritte Album namens Sins of Mankind wurde im Dezember 1992 aufgenommen. Es folgten weitere Touren. Das Album wurde im Juni 1993 veröffentlicht. Im Jahr 1994, trennte sich die Band von Vinyl Solution, unterschrieb einen Vertrag bei East West Records und nahm das Album Black Faith auf. Es folgte eine Tour durch Europa. Nach der Veröffentlichung des Albums löste sich die Band auf.
Gegen Ende des Jahres 2003 trafen sich John Walker und Carl Strokes, um die Band neu zu gründen. Ian Buchanan trat der Band nicht wieder bei, sodass Bassist Adam Richardson seinen Platz übernahm, Rob Engvikson spielte die Lead-Gitarre. Zusammen nahmen sie die EP Corporation$ auf. Diese wurde am 17. Mai 2004 über Copro Records veröffentlicht.
Die Band veröffentlichte im Jahr 2005 das Album Spirit in Flames bei Copro Records. Im Jahr 2006 löste sich die Band wieder auf, im 2013 reformierte sie sich jedoch erneut und bestand aus der klassischen Besetzung bestehend aus Walker, Stokes, Buchanan und Savage. Im Juli 2014 trat die Gruppe auf dem Festival Hell’s Pleasure in Pößneck auf.

## Stil
Cancer spielen technisch anspruchsvollen Thrash- und Death Metal. Die Stücke sind in ihrer Geschwindigkeit variabel. Ihr Stil wird mit dem von Bands wie Atheist, Death, Cynic und Celtic Frost verglichen.

## Diskografie
- 1988: No Fuckin Cover (Demo, Eigenveröffentlichung)
- 1989: Demo #2 (Demo, Eigenveröffentlichung)
- 1990: To the Gory End (Album, Vinyl Solution)
- 1991: Death Shall Rise (Album, Vinyl Solution)
- 1993: The Sins of Mankind (Album, Vinyl Solution)
- 1994: Live Death (Split-Album mit Suffocation, Malevolent Creation und Exhorder, Restless Records)
- 1995: Black Faith (Album, East West Records)
- 1995: Black Faith (Single, East West Records)
- 2004: Corporation$ (EP, Copro Records)
- 2005: Spirit in Flames (Album, Copro Records)